# James Surowiecki

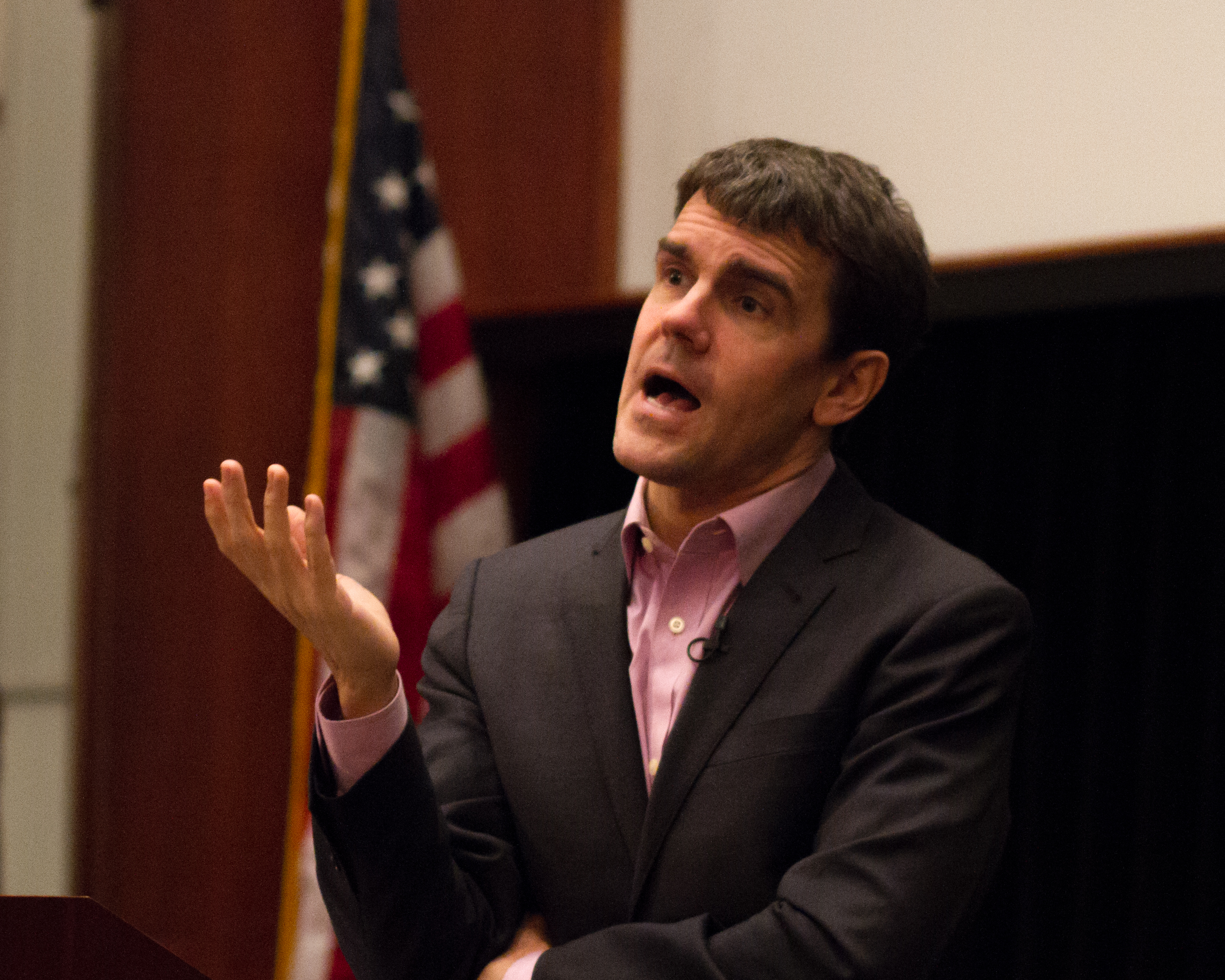
James Surowiecki

James Michael Surowiecki (1967) is een Amerikaans journalist. Hij is staff writer (vaste redacteur) bij The New Yorker, waar hij een column over de zakenwereld en financiën schrijft, genaamd "The Financial Page".
Surowiecki's schrijfsels zijn verschenen in een groot scala van gedrukte media, waaronder The New York Times, de Wall Street Journal, Artforum, Wired, en Slate.
Voor hij bij de The New Yorker kwam, schreef Surowiecki “The Bottom Line”. Dat was een column voor New York magazine en was hij redacteur van Fortune. In Alexandria (Virginia) was hij hoofdredacteur van Rogue magazine van 1995-96 en een vaste redacteur van The Motley Fool. Hij was van 1997 tot 2000 financieel columnist voor Slate.
In 2002 maakte Surowiecki een bloemlezing Best Business Crime Writing of the Year, een verzameling artikelen uit verschillende zakenbladen die de val van verschillende CEOs te boek stellen. In 2004 publiceerde hij The Wisdom of Crowds waarin hij betoogt dat grote groepen een grotere intelligentie tonen dan geïsoleerde individuen en dat collectieve intelligentie de zakenwereld, economie, samenlevingen en staten vormgeeft.